# اشتین زمزو
اشتین زمزو (انگلیسی: Ashtin Zamzow-Mahler؛ زادهٔ ۱۳ اوت ۱۹۹۶) ورزشکار دو و میدانی اهل ایالات متحده آمریکا است.
از باشگاه‌هایی که در آن بازی کرده‌است می‌توان به تگزاس لانگ‌هورنز اشاره کرد.